# Alessandro Borghi
Pour les articles homonymes, voir Borghi (homonymie).
Alessandro Borghi, né le 19 septembre 1986 à Rome (Italie), est un acteur italien.

## Biographie
Né dans le quartier de l'EUR à Rome, il commence sa carrière au cinéma en tant que cascadeur dans des productions tournées à Cinecittà entre 2005 et 2007. Dès 2006, il décroche des petits rôles dans des séries télévisées italiennes. Il obtient des rôles au cinéma à partir de 2011. Il se fait remarquer en 2015 pour son interprétation de Vittorio dans le film Mauvaise Graine (Non essere cattivo) de Claudio Caligari. Ce premier grand rôle lui vaut d'être nommé pour le David di Donatello du meilleur acteur lors de la 61e cérémonie des David di Donatello. Il remporte le prix l'année suivante pour son interprétation de Stefano Cucchi, un homme victime d'une bavure policière inspirée d'un fait réel dans Sur ma peau.
En 2017, il incarne Luigi Tenco dans le film biographique français Dalida de Lisa Azuelos.
Lors de la Berlinale 2017, il reçoit le Shooting Stars de la Berlinale.
Lors du Festival de Cannes 2017, il vient présenter le film Fortunata dans la catégorie Un certain regard.
Il est le maître des cérémonies d'ouverture et de clôture de la Mostra de Venise 2017.
Il pratique la natation, la boxe, l'escrime et l'équitation.
Il est en couple depuis 2021 avec l'ancien mannequin Irene Forti, devenue cadre dans les ressources humaines, et mère de son premier enfant, un petit garçon nommé Heima né en 2023.
Il est copropriétaire du restaurant "Palmerie Parioli" dans le quartier Parioli de Rome, qu'il définit comme étant "un établissement fusion à base de sushi mexicain et de cuisine méditerranéenne".

## Filmographie

### Cinéma
- 2011 : Cinque de Francesco Maria Dominedo : Emiliano
- 2011 : Lui e l'altro (court métrage) de Max Nardari : Pietro
- 2013 : Roma criminale de Gianluca Petrazzi : Marco Lanzi
- 2014 : Buon San Valentino (court métrage) de Cristiano Anania
- 2014 : Carrozzella negra (court métrage) de Emanuele Lucci et Mario Savina : Mauro
- 2015 : Mauvaise Graine (Non essere cattivo) de Claudio Caligari : Vittorio
- 2015 : Suburra de Stefano Sollima : Numero 8
- 2016 : Il più grande sogno de Michele Vannucci : Boccione
- 2016 : Ningyo (court métrage) de Gabriele Mainetti : Uomo
- 2016 : Dalida de Lisa Azuelos : Luigi Tenco
- 2017 : Liubov pret-a-porte de Max Nardari
- 2017 : Fortunata de Sergio Castellitto : Chicano
- 2017 : Café Roma (The Place) de Paolo Genovese : Fulvio
- 2017 : Napoli velata de Ferzan Özpetek : Andrea Galderisi / Luca
- 2018 : Sur ma peau (Sulla mia pelle) d'Alessio Cremonini : Stefano Cucchi
- 2019 : Romulus et Rémus (Il primo re) de Matteo Rovere : Remus
- 2021 : Mondocane d'Alessandro Celli : Testacalda
- 2021 : Diversamente de Max Nardari : Pietro
- 2021 : Amants super-héroïques (Supereroi) de Paolo Genovese : Marco
- 2022 : Les Huit montagnes (Le otto montagne) de Felix Van Groeningen et Charlotte Vandermeersch : Bruno
- 2022 : Delta de Michele Vannucci : Elia
- 2022 : The Hanging Sun - Sole di mezzanotte de Francesco Carrozzini : John
- 2025 : Pile ou Face (Testa o croce) d'Alessio Rigo de Righi et Matteo Zoppis

### Télévision
- 2006 : Giovanna, commissaire (Distretto di polizia), saison 6, épisode 25 Un gesto disperato : Martino Benzi
- 2007 : Io e mamma (mini série) d'Andrea Barzini : Valerio Leccisi
- 2009 : R.I.S. - Delitti impertetti, trois épisodes : Luciano Orlandi
- 2009 : Un sacré détective (Don Matteo), saison 7, épisode 6 Numero primi de Lodovico Gasparini : enrico Mastroianni
- 2010 : Augustine: The Decline of the Roman Empire (Sant'Agostino) (téléfilm) de Christian Duguay : Camillus
- 2010 : Romanzo criminale : saison 2, épisodes 6 et 7 : Marcello
- 2011 : Caccia al re - La narcotici, épisode 1 de Michele Soavi : Carlo
- 2011 : Rex, chien flic (Il commissario Rex), saison 4, épisode 5 Vendetta d'Andrea Costantini : edoardo Rovati
- 2012-2013 : L'isola, huit épisodes : Sebastiano
- 2013 : Ultimo 4 - L'occhio del falco (téléfilm) de Michele Soavi : le jeune criminel
- 2013 : Che Dio ci aiuti, saison 2, huit épisodes : Riccardo Manzi
- 2015 : Squadra mobile, saison 1, quatre épisodes : Giulio
- 2015 : Squadra criminale, saison 1, épisode 3 de Giuseppe Gagliardi : Graziano Torri
- 2017 : Couples (Paare), saison 3, épisode 2 Roma de Tiphaine Dona : Alessandro
- 2017-2020 : Suburra : Aureliano Adami
- 2020-2022 : Devils : Massimo Ruggero
- 2024 : Supersex : Rocco Siffredi

## Distinctions
- 2017 : Shooting Stars de la Berlinale
- David di Donatello 2019 : David di Donatello du meilleur acteur pour Sur ma peau